# Брюссельський собор
Кафедральний собор святих Михайла і Гудули (фр. Cathédrale Saints-Michel-et-Gudule de Bruxelles, нід. Kathedraal van Sint-Michiel en Sint-Goedele, лат. Cathedralis Sancti Michaelis et Gudulae Bruxellis) — католицький кафедральний собор (катедра) в столиці Бельгії місті Брюсселі; одна з найяскравіших пам'яток готичної архітектури і мистецтва країни.

## Опис

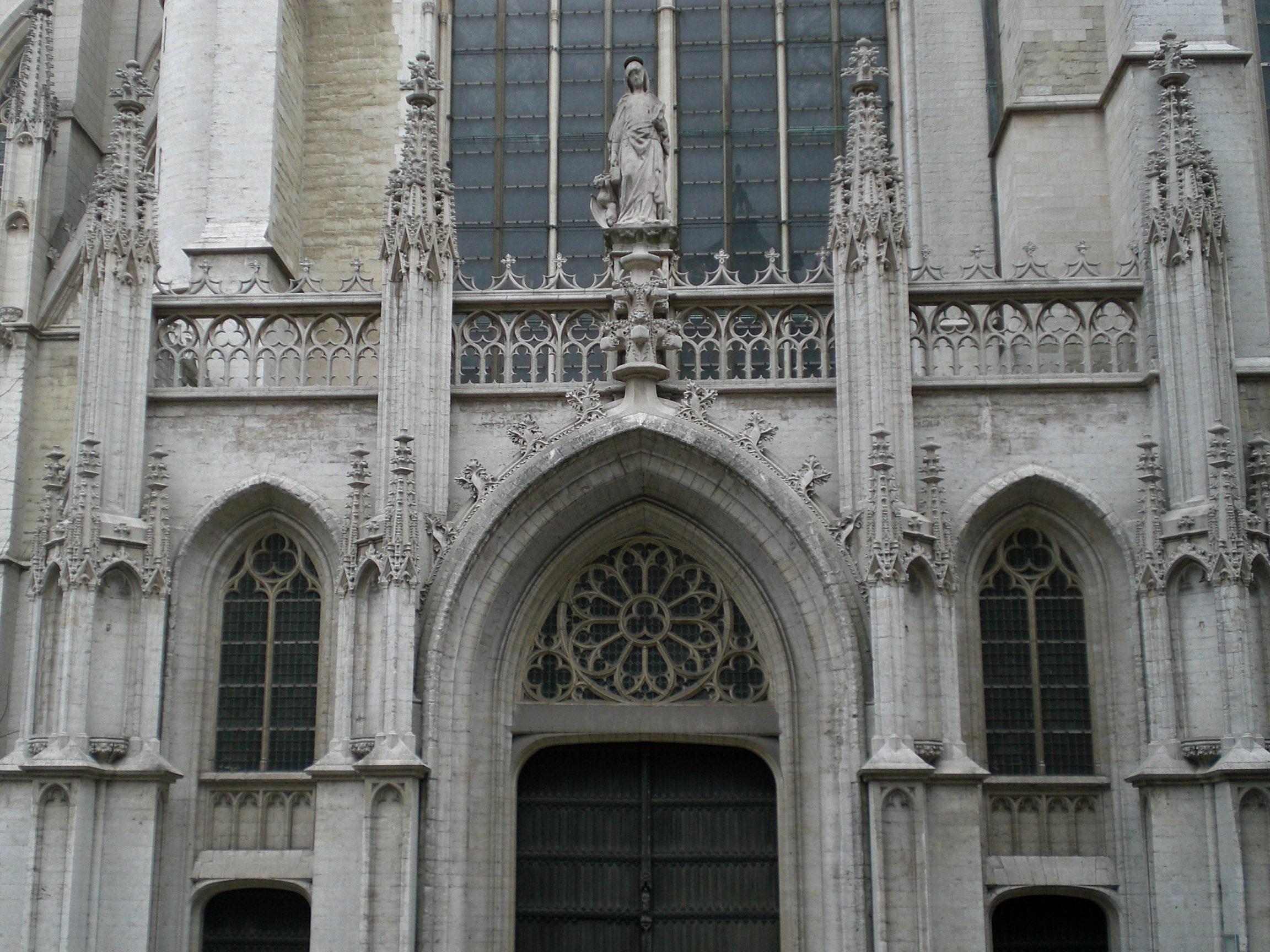
Фрагменти порталу центрального фасаду

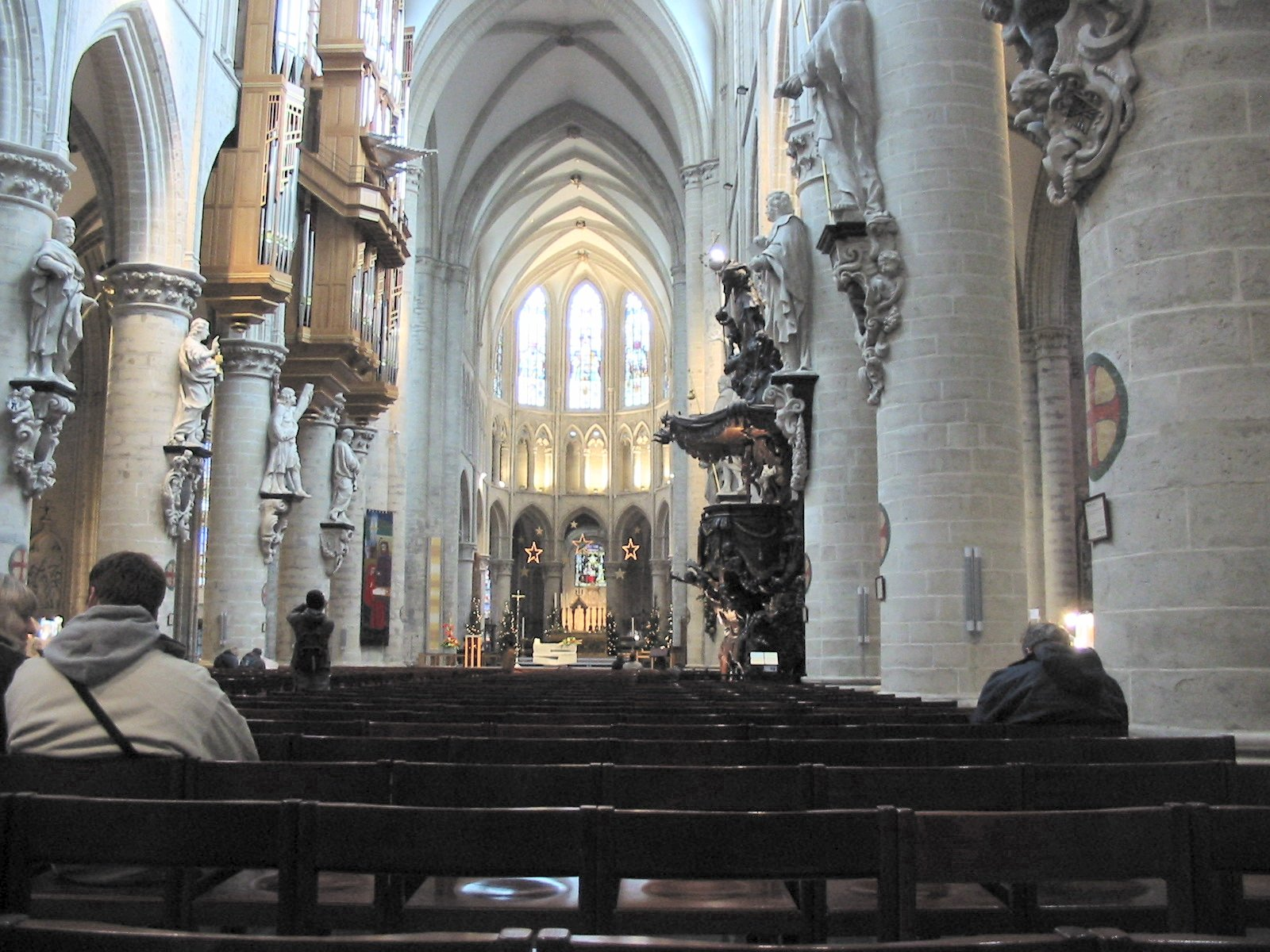
Інтер'єр кафедрального собору

Брюссельський кафедральний собор являє собою симетричну готичну композицію з двома вежами. Усередині кожної вежі є довгі сходи, які виходять на терасу, розташовану на висоті 64 метрів.
Головний фасад культової споруди має четверо дверей з трьома стрілчастими порталами входів і скульптурами святих над ними. Він був побудований архітектором Яном ван Рейсбруком, автором брюссельської ратуші. Двері собору оздоблені кованими рельєфами. Над центральним входом до храму поміщений величезний вітраж.
Розміри собору: 
- довжина — 114 м, притому довжина усередині споруди становить 109 м;
- максимальна ширина екстер'єру споруди — 57 м, а в середині собору максимальна ширина становить 54 м;
- висота двох веж — 64 метри (проти 35 метрів Собору Паризької Богоматері)

Усередині Брюссельського собору — висота головного залу становить 25 м, його ширина — 13,5 м, притому головний приділ завширшки 10 м, а висота його склепінь сягає 11 м (висота арок 10 м). 
Інтер'єр храму прикрашають гарні вітражі, виконані в XVI столітті Яном Гаком, у XIX століття — Жаном-Баптистом Капроньє (Jean-Baptiste Capronnier). Нава собору оздоблена колонами з ажурними капітелями заввишки 6,7 м та статуями святих.
Лави для парафіян, традиційні для католицького храму, мають у брюссельському Соборі святих Михайла та Гудули темнобрунатний колір, що контрастує зі світлим залом. У культовій споруді є також орган. 
У Брюссельському соборі роташований, крім іншого, мавзолей бельгійського національного героя Фредеріка де Мероде (фр. Frédéric de Mérode).

## Історія

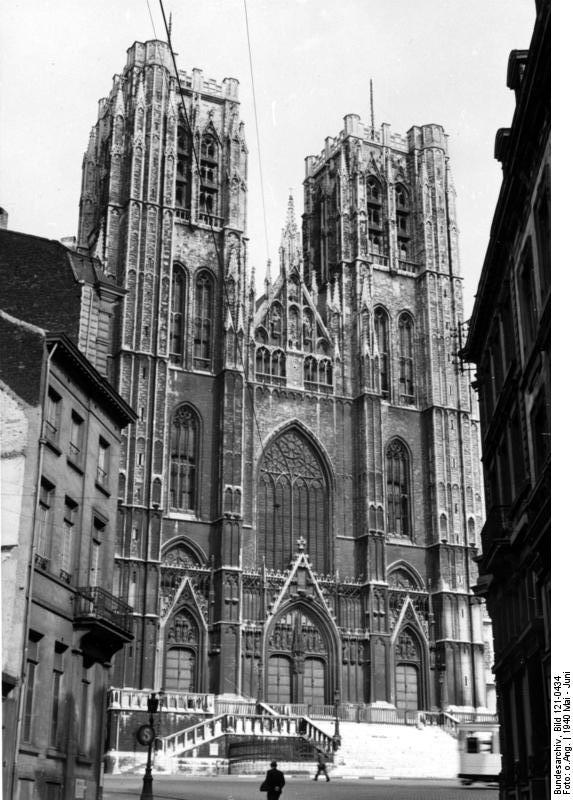
Вигляд неушкодженої кафедри Брюсселя під час ІІ Світової війни, травень/червень 1940

Граф Левена Ламберт II (нід. Lambert II van Leuven) у 1047 році організував перевезення мощей святої Гудули (фр. Gudule de Bruxelles, нід. Goedele van Brussel, Гудула Брюссельська) до церкви святого Михайла і заснував капітулу в ній. Відтоді за храмом закріпилась назва «церква святих Михайла і Гудули», яка згодом стала «Собор святих Михайла і Гудули». Ці святі є небесними заступниками-покровителями Брюсселя. 
У 1200 році Генрі I Брабантський організував реконструкцію собору. А в 1226 році Генрі II Брабантський вирішив здійснити перебудову собору для повної зміни стилю культової споруди на готичний. Роботи зі зведення хорів тривали з 1226 до 1276 року. До 1450 будівництво фасаду в основному було завершено, а до 1485 року — закінчено також внутрішнє оздоблення храму.
У 1516 році в соборі принц Нідерландський був проголошений королем Іспанії Карлом V.
У 1803 році на службі в Брюссельському соборі був присутній Наполеон Бонапарт.
1815 року в соборі правили святкову месу після перемоги в битві при Ватерлоо. 
У соборі за традицією відбуваються знаменні події в житті бельгійської королівської родини — весілля принца Леопольда і принцеси Астрід (1926), принца Альберта і принцеси Паоли (1959), короля Бодуена і королеви Фабіоли (1960), принца Філіпа і принцеси Матильди (1999), принца Лорана і принцеса Клер (2003) та похорони короля Альберта I (1934), королеви Астрід (1935), королеви Єлизавети (1965), короля Бодуена (1993).
1961 року собор отримав статус сокафедрального собору Архідієцезії Мехелен-Брюссель. У 1983—99 роках у Брюссельському соборі проводились реставраційні роботи.
У 1995 році кафедральний собор святих Михайла і Гудули відвідав папа римський Іван-Павло II.

## Виноски
1. ↑  archINFORM — 1994.
2. ↑  Wiki Loves Monuments monuments database — 2017.